# Antígua e Barbuda nos Jogos Paralímpicos de Verão de 2012
Antígua e Barbuda participou dos Jogos Paralímpicos de Verão de 2012, que foram realizados na cidade de Londres, no Reino Unido, entre os dias 29 de agosto e 9 de setembro de 2012.